# Airspeed AS.30 Queen Wasp
L'Airspeed AS.30 Queen Wasp est un engin cible radio-contrôlée britannique de la Seconde Guerre mondiale.
Ce biplan en bois fut dessiné à Portsmouth sous la direction de A Hessell Tiltman pour répondre à la spécification Q.32/35 visant à la fourniture de cibles radio-commandées à flotteurs ou train terrestre pour l’entrainement et le réglage de l’artillerie anti aérienne. Le premier des deux prototypes [K8887] a volé le 11 juin 1937 en version terrestre, le second [K8888] le 19 octobre 1937 en version hydravion. Les prototypes disposaient d’un équipement de radio-commande R1127 mais aussi un poste de pilotage monoplace fermé pour faciliter les convoyages.
65 exemplaires à moteur Armstrong-Siddeley Cheetah XII furent commandés en 1939, marché ramené à 12 en 1940 puis annulé après la sortie de 5 appareils seulement, le premier [P5441] prenant l’air le 29 mars 1940. Une autre commande portant sur 258 appareils fut également annulée.
Deux dérivés du Queen Wasp restèrent dans les cartons, le AS.38 qui devait être un relais de communications, et le AS.50 d’entrainement répondant au programme T.24/40.